# Chicago Freedom Movement

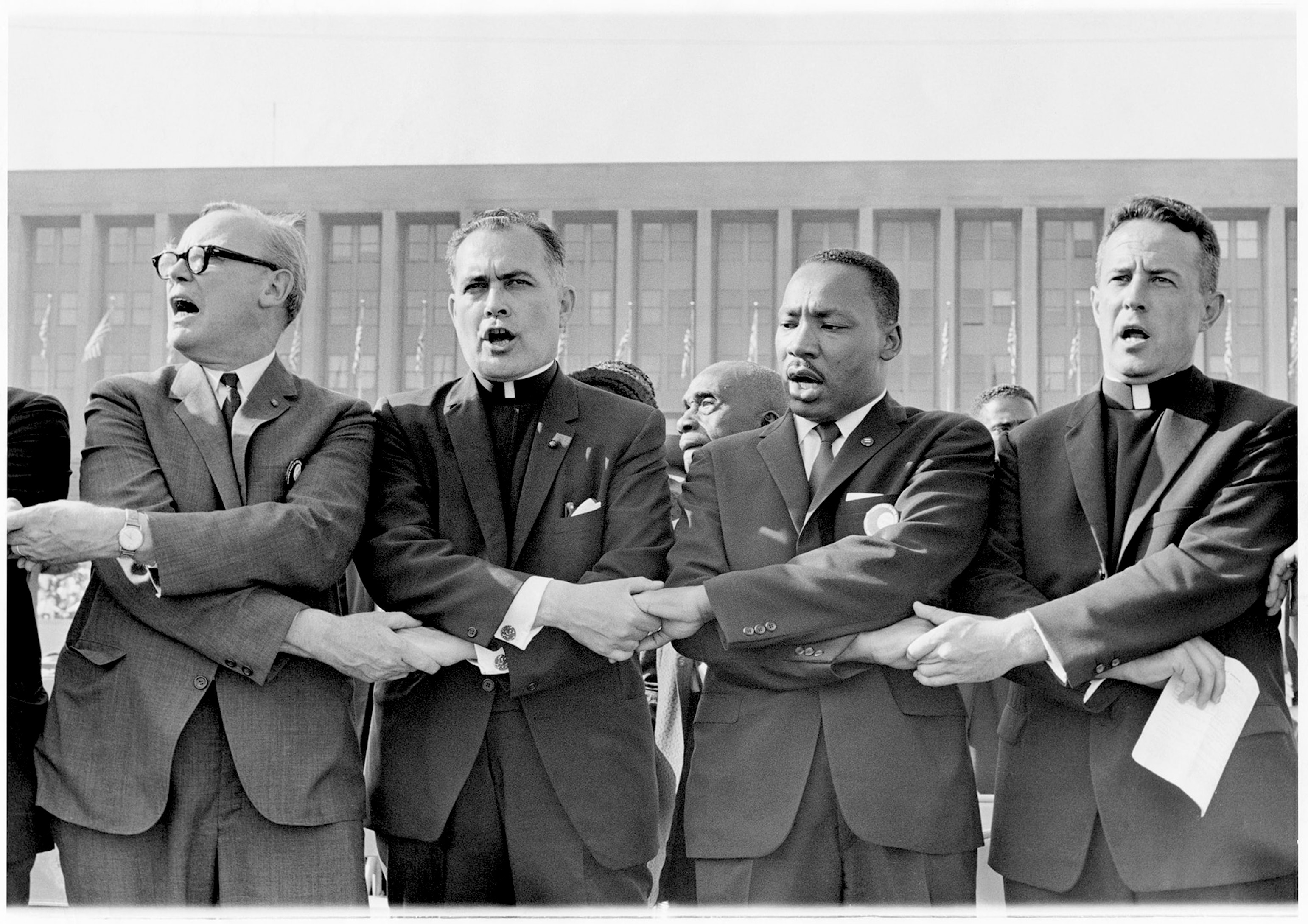
Le révérend Theodore M. Hesburgh et Martin Luther King Jr. au rassemblement pour les droits civiques dans l'Illinois, le 21 juin 1964

Le Chicago Freedom Movement désigne la campagne en faveur des droits civiques menée à Chicago et dans le nord des États-Unis entre le milieu de 1965 et le début de 1967.

## Histoire
Il fut rendu possible par l'alliance de la Southern Christian Leadership Conference (SCLC) dirigée par Martin Luther King, et James Bevel, Albert Raby (en) du Coordinating Council of Community Organizations (CCCO),. Il se concentra sur les discriminations contre les Noirs dans le domaine du logement dans la ville de Chicago. Le 10 juillet 1966, une foule de 60 000 personnes écouta les discours de Martin Luther King, Mahalia Jackson, Stevie Wonder, Peter Paul au Soldier Field. Des marches furent organisées dans les quartiers blancs du sud-ouest et du nord-ouest de Chicago. À la mi-août, les militants, les autorités municipales et les représentants du Chicago Real Estate Board engagèrent des négociations qui aboutirent à un accord le 26 août.
Durant les manifestations des Blancs ont jeté des bouteilles et des pierres sur les Afro-Américains. Martin Luther King lui-même sera blessé par un jet de pierre. 
Cet événement fut l'un des éléments qui a permis l'adoption du  Civil Rights Act de 1968 qui avec le Civil Rights Act de 1964 et le Voting Rights Act de 1965 mettait fin à la ségrégation raciale sur l'ensemble des États des États-Unis.

### Essais
- James Ralph, Northern Protest: Martin Luther King, Jr., Chicago, And The Civil Rights Movement, Harvard University Press, 1er janvier 1993, 360 p. (ISBN 9780674626874, lire en ligne),
- Mary Lou Finley, Bernard LaFayette Jr., & James R. Ralph Jr., The Chicago Freedom Movement: Martin Luther King Jr. and Civil Rights Activism in the North, University Press of Kentucky, 10 mars 2016, 524 p. (ISBN 9780813166506),
- Martin L. Deppe, Operation Breadbasket: An Untold Story of Civil Rights in Chicago, 1966-1971, University of Georgia Press, 1er février 2017, 312 p. (ISBN 9780820350479),

### Articles
- Ronald E. Shaw, « A Final Push for National Legislation: The Chicago Freedom Movement », Journal of the Illinois State Historical Society (1998-), Vol. 94, No. 3,‎ automne 2001, p. 304-332 (29 pages) (lire en ligne),